# O. Nicholas Brown
O. Nicholas Brown (* 19. Juni 1939 in Los Angeles, Kalifornien) ist ein US-amerikanischer Filmeditor.

## Leben
Nachdem er 1965 bei zwei Episoden der Fernsehserie 12 O'Clock High Schnittassistent sein durfte, war O. Nicholas Brown sechs Jahre lang in unterschiedlichsten Projekten Assistent beim Bildschnitt. Mit The Other durfte er sich 1972 erstmals für den Schnitt verantwortlich zeigen. Fortan war er fast 30 Jahre lang als Editor in unterschiedlichsten Kinofilmen beschäftigt, darunter Angeklagt, Free Willy – Ruf der Freiheit und Rambo III. Der Schnitt von 10 Dinge, die ich an Dir hasse war 1999 sein letztes Projekt als selbstständiger Filmeditor.

## Filmografie (Auswahl)
- 1965: 12 O'Clock High (2 Episoden Schnitt-Assistenz)
- 1967: Auf der Flucht (2 Episoden Schnitt-Assistenz)
- 1970: Kanonen für Cordoba (Cannon for Cordoba) (Schnitt-Assistenz)
- 1972: The Other
- 1973: Der Schläfer (Sleeper)
- 1974: Wo die Lilien blühen (Where the Lilies Bloom)
- 1975: Straße der Gewalt (White Line Fever)
- 1976: Liebe ohne Hoffnung (Griffin and Phoenix)
- 1977: Marschier oder stirb (March or die)
- 1977: Mister Billion (Mr. Billion)
- 1979: Das elfte Opfer (11th Victim)
- 1983: … und wenn der letzte Reifen platzt (Heart Like a Wheel)
- 1985: Der Verrückte mit dem Geigenkasten (The Man with One Red Shoe)
- 1985: Die Weißkittel – Dümmer als der Arzt erlaubt (Bad Medicine)
- 1985: Voll der Stress vorm ersten Date (Mischief)
- 1988: Angeklagt (The Accused)
- 1988: Rambo III
- 1989: Glücklich vereint (Happy Together)
- 1990: Tremors – Im Land der Raketen-Würmer (Tremors)
- 1990: Zum Töten freigegeben (Marked for Death)
- 1991: City Slickers – Die Großstadt-Helden (City Slickers)
- 1991: Der Mond über Plymouth (Plymouth)
- 1992: Stephen Kings Schlafwandler (Sleepwalkers)
- 1993: 4 himmlische Freunde (Heart and Souls)
- 1993: Free Willy – Ruf der Freiheit (Free Willy)
- 1994: Lightning Jack
- 1995: Operation Dumbo (Operation Dumbo Drop)
- 1996: Das Phantom (The Phantom)
- 1997: Wild America
- 1998: Zweite Liga – Die Indianer von Cleveland sind zurück (Major League: Back to the Minors)
- 1999: 10 Dinge, die ich an Dir hasse (10 Things I Hate About You)